# ヘイトスピーチを許さないかわさき市民ネットワーク
ヘイトスピーチを許さないかわさき市民ネットワーク（ヘイトスピーチをゆるさないかわさきしみんネットワーク）は、日本に存在する社会運動を行う団体。

## 概要
2016年1月に結成。川崎市内では2013年5月からそれまでに計11回の差別をするデモ活動が行われ、この時点でもデモ活動が予定されていた。このように川崎市では在日韓国人を標的にしたヘイトスピーチが街中で繰り広げられるようになっているために、差別から自分たちの街を守ろうという意思からヘイトスピーチを許さないかわさき市民ネットワークを設立させることとした。2016年1月18日に記者会見を開き、これによると61の団体がヘイトスピーチを許さないかわさき市民ネットワークに賛同し、在日韓国人が住む地域の商店街振興組合も賛同する。
2016年6月15日に在日韓国人の排除を訴えてヘイトスピーチを訴える団体によって川崎市内の公園でデモ活動が予定されていた。これに対してヘイトスピーチを許さないかわさき市民ネットワークは、公園の使用を認めないように求める要望書を川崎市長に提出した。同年5月24日にヘイトスピーチを無くすための対策法が成立されていたことからも、川崎市の対応は注目されていた。同年5月31日に川崎市は、この団体に公園の使用を許可しないという決定をした。川崎市によると、この団体は2013年より計13回の川崎市内での活動を行ってきていた。
2017年にはヘイトスピーチを許さないかわさき市民ネットワークは、これまでの活動を記録した書籍を出版する。新聞の見出しや画面でしかヘイトスピーチを知らない人に手に取っていただきたい1冊であり、マイノリティの気持ちを実感していただきたいとする。この書籍ではヘイトスピーチを許さないかわさき市民ネットワーク結成の経緯から川崎市や警察や国会などへの働きかけの記録などを関わる当事者や識者が述べている。要望書などは原文のまま掲載されている。この時点では川崎市へのヘイトスピーチへの条例を求めていた段階であり条例の必要性も説明されている。
ヘイトスピーチを許さないかわさき市民ネットワークは、2017年度の第22回神奈川県弁護士会人権賞を受賞する。川崎市内で行われているヘイトスピーチの反対運動に取り組み、国に働きかけてヘイトスピーチ解消法の成立に寄与して、人種差別撤廃条例の制定に取り組んでいるため。
2018年6月3日には川崎市川崎区の市教育文化会館で、差別や偏見を助長しているとされている団体による講演会が開催される予定であった。だがこれの開催1時間前にヘイトスピーチを許さないかわさき市民ネットワークの人たちが集結して抗議をしたために、入館しようとする人たちと揉み合いになっていた。そしてこの講演会で講演をする予定であった弁護士が入館できなくなったために延期されることとなった。川崎市では同年3月には公的施設でのヘイトスピーチを事前に規制できるガイドラインが施行されており、これによってヘイトスピーチに該当するならば講演会を不許可にすることができたものの、川崎市はこの講演会はヘイトスピーチの要件を満たしていないとして許可していた。
ヘイトスピーチを許さないかわさき市民ネットワークは川崎市に対してヘイトスピーチの対策の条例を求めてきており、2020年7月1日に川崎市で日本全国で初のヘイトスピーチに対して罰金刑を科す条例が全面施行される。このことに対して喜び感謝し祝福するとしたが、朝鮮学校が国の授業料無償化の対象外とされていることは民族差別であるとして改正を求めていくとした。
2024年6月27日には、ヘイトスピーチに対して刑事罰を科す日本初の条例が川崎市で施行されて4年を前に、ヘイトスピーチを許さないかわさき市民ネットワークは記者会見を開く。ここではインターネット上で行われているヘイトスピーチの被害への国の対応が追いついていないとして、国に対しての法整備を求める。条例は街頭でのヘイトスピーチへの抑止効果にはなったものの、インターネットでのヘイトスピーチは刑事罰の対象としていないために、そこでヘイトスピーチを許さないかわさき市民ネットワークのメンバーへの中傷が行われているとのことである。